# دولت‌آباد (اسفندقه)
دولت‌آباد، روستایی در دهستان اسفندقه بخش اسفندقه شهرستان جیرفت در استان کرمان ایران است. این روستا، مرکز بخش اسفندقه است.

## جمعیت
بر پایه سرشماری عمومی نفوس و مسکن در سال ۱۳۹۵، جمعیت این روستا برابر با ۴٬۹۳۰ نفر (۱٬۳۸۷ خانوار) بوده‌است.